# Las Voces Blancas
Las Voces Blancas es un grupo vocal de música folklórica de Argentina creado en Buenos Aires en 1964. Aportaron un estilo renovado al folklore argentino, durante el llamado boom del folklore, caracterizado por el dominio de las voces femeninas y los arreglos vocales complejos.
El grupo tuvo diversas integraciones a lo largo de su historia, persistiendo en todas ellas Stella Crisci.
Entre sus simples más exitosos se encuentran Pastor de nubes (ganador del Festival Odol de la Canción de 1967), Zamba azul (Tito Francia-Armando Tejada Gómez), Triunfo de las Salinas Grandes (Hamlet Lima Quintana-Norberto Ambrós), Pasionaria de (Waldo de los Ríos), etc. Entre sus álbumes más destacados se encuentran Pastor de nubes (1967), Las Voces Blancas cantan Atahualpa Yupanqui, primer álbum intergramente dedicado a Atahualpa Yupanqui (1972), máximo folklorista argentino, y Pasionaria (1975).

## Origen
El origen de Las Voces Blancas se debió a la iniciativa de Carlos Ronald Langou, un joven cantante salteño que integraba el coro de la Facultad de Arquitectura de la Universidad de Buenos Aires (UBA). En 1963, Langou tuvo la idea de crear un grupo vocal con voces femeninas. Para ello convocó a cuatro compañeras del coro, dos contraltos (María del Carmen Aguilar y Stella Crisci) y dos sopranos (Nené Guibaudi y Liliana Piedeferri). 
Queda formado en agosto de 1964 como grupo de folklore. Se retiran las dos sopranos y una contralto y el grupo adopta el nombre de Carlos Langou y Las Voces Blancas, con la siguiente integración: Carlos Langou (solista), Nora Peluffo (soprano), Aurora Daruich (soprano), Stella Crisci (contralto), Marion Ortiz (contralto) y Rodolfo Fernández Brack (concertista de guitarra). El conjunto recurrió a la guía musical del maestro Antonio Russo.
En los dos años siguientes, Langou y varias de las mujeres abandonarían el grupo que, el 14 de agosto de 1965 se conformaría con el nombre de Las Voces Blancas, con tres mujeres y dos varones. Esa formación inicial estuvo integrada por Stella Crisci (soprano) -la única proveniente del grupo inicial-, Aurora Daruich (soprano), Melania Pérez (contralto), Jorge Semino (tenor) y Edgardo Gustavo Moragas (bajo).

## Discografía
- A través de un colorido (1966)
- Pastor de nubes (1967)
- Calidad sembrada (1968)
- Savia nueva (1970)
- Juana Azurduy (1971)
- De mi país (1972)
- Atahualpa Yupanqui (1972)
- Pasionaria (1975)
- Mirando América (1975)
- Allí mi Argentina está (1976)
- El continente americano (1977)
- Argentina (1978)
- Personalidad y recuerdos (1979)
- Grandes éxitos (1980)
- Grandioso (1981)
- Escenario (1996)
- Moneda del alma (1999)
- La Historia (2003)
- Lucha por la vida (2006)
- Junto a Coros de Argentina (2008)
- Mujeres Argentinas (2009)